# Gmina Clear Lake (hrabstwo Cerro Gordo)

Położenie Gminy Clear Lake w hrabstwie Cerro Gordo

Gmina Clear Lake (ang. Clear Lake Township) – gmina w USA, w stanie Iowa, w hrabstwie Cerro Gordo. Według danych z 2000 roku gmina miała 8161 mieszkańców, a jej powierzchnia wynosi 33,74 km².